# Ludwig Stumpfegger
Ludwig Stumpfegger (Múnich, 11 de julio de 1910-Berlín, 2 de mayo de 1945) fue un médico nazi que alcanzó el rango de teniente coronel de la Waffen SS alemana.

## Biografía
En 1930 inició estudios en Medicina en la Universidad de Múnich, los cuales culminó el 28 de noviembre de 1935 y obtuvo el doctorado el 11 de agosto de 1937. 
Stumpfegger había ingresado en las SS el 2 de junio de 1933 con el número 83.668 y como miembro del NSDAP el 1 de mayo de 1935 con el número 3.616.119.
El 21 de mayo de 1940 fue nombrado adjunto al SS Oberführer (General) Dr. Karl Gebhardt en la clínica de Hohenlychen. De allí pasó al campo de concentración de mujeres de Ravensbruck junto con el Dr. Gebhardt, donde éste hizo experimentos científicos con detenidas. 
También realizó experimentos con trasplantes de huesos y radiaciones con rayos X. Fue ascendido a teniente coronel el 20 de abril de 1943. 
Desde septiembre de 1942 hasta mayo de 1943 Stumpfegger dirigió personalmente en Hohenlychen experimentos para trasplantar huesos y regeneraciones, provocando posteriormente la muerte por el efecto de narcóticos a las prisioneras utilizadas en los experimentos. 
El 19 de febrero de 1944 hizo una disertación sobre este tipo de experiencias científicas, por lo cual fue felicitado por el Dr. Sauerbruch. 
Ese mismo año fue asignado a la Cancillería del Reich por Heinrich Himmler, atendiendo tanto a Joseph Goebbels como a Hitler. 
El 20 de junio de 1944, el Reichsführer, Heinrich Himmler, le concedió el Anillo de Honor de la calavera de las SS, el cual era concedido por los servicios prestados.
Stumpfegger fue quien narcotizó y posteriormente envenenó a los hijos de Joseph Goebbels en el búnker de Hitler, asimismo fue quien hizo el reconocimiento de los cadáveres de Hitler y Eva Braun y la naturaleza de sus heridas.
Estuvo en uno de los grupos que escapó del búnker. Existen dos versiones de su fin:
- la primera versión es que en la madrugada del 2 de mayo de 1945, entre la 1:30 y las 2:30 a. m., se suicidó junto con Martin Bormann cerca del puente Weidendammer, en Berlín, ante la imposibilidad de poder escapar del cerco soviético. Esto fue comprobado 27 años después.
- la segunda versión, de Arthur Axmann, es que tanto Stumpfegger como Bormann iban a grupas en un tanque Tiger por la Invalidenstrasse en la madrugada del 2 de mayo y el tanque fue impactado por un obús y tanto Bormann como Stumpfegger resultaron muertos.

Su cuerpo (de 1,90 m de altura) fue encontrado en 1972 en la calle mencionada y reconocido por pruebas de ADN en 1998 junto con el de Bormann (de 1,68 m de altura). Tras el fin del reconocimiento, sus restos fueron sepultados en el cementerio Nordfriedhof de Múnich. Cuando su esposa Gertrudis Spengler murió en 2005, fue sepultada a su lado.